# Участие Бельгии в операции ООН в Мали
Участие Бельгии в операции ООН в Мали — одна из операций вооружённых сил Бельгии за пределами страны.

## История
После военного переворота в Мали весной 2012 года, 11 января 2013 года Франция начала на территории страны военную операцию «Сервал».
Правительство Бельгии объявило о поддержке Франции и сообщило о намерении отправить в Мали два транспортных самолёта ВВС Бельгии для перевозки войск и грузов, один или два вертолёта A-109 для эвакуации раненых и группу военнослужащих для ремонта и охраны авиатехники.
15 января 2013 года первый бельгийский военно-транспортный самолёт C-130 с вертолётом скорой медицинской помощи A-109 на борту вылетел в Мали, в дальнейшем в Мали были доставлены 35 авиатехников для обслуживания этих машин.
17 января 2013 года было принято решение о создании военной миссии Евросоюза в Мали, в деятельности которой приняли участие 22 страны Евросоюза (в том числе, Бельгия); с июля 2016 года до января 2018 года командующими EUTM Mali являлись бельгийские генералы (бригадный генерал Eric Harvent и бригадный генерал Bart Laurent). 
25 апреля 2013 года Совет Безопасности ООН принял резолюцию № 2100 о проведении комплексной операции по стабилизации обстановки в Мали (MINUSMA).
После того, как в августе 2013 года правительство Нигерии вывело из Мали свой миротворческий контингент (1200 военнослужащих), общая численность войск ООН сократилась (до 5800 человек к 2014 году) и обстановка в стране осложнилась. Руководство ООН обратилось с просьбой к мировому сообществу выделить в Мали дополнительные силы.
20 ноября 2015 года группа террористов захватила отель «Radisson Blu» в городе Бамако, в котором проживали иностранные граждане (в том числе «контрактники», работавшие на ООН и иные иностранные структуры), они убили 19 и ранили ещё 7 человек (одним из убитых был бельгийский дипломат Geoffrey Dieudonné). Позднее стало известно, что среди находившихся в захваченном здании людей были 22 военных и гражданских работника министерства обороны США.
31 августа 2017 года правительство Бельгии приняло решение увеличить численность войск в Мали. В 2018 году войска ООН в Мали должны усилить разведывательный мотопехотный батальон бельгийской армии, один военно-транспортный самолёт C-130 и два из восьми военно-транспортных вертолётов NH90 бельгийских ВВС.
1 января 2020 года в районе города Гао подорвался на мине бронеавтомобиль Dingo II бельгийского контингента MINUSMA, три из восьми находившихся в нем военнослужащих Бельгии получили лёгкие ранения и травмы, остальные не пострадали (бронемашина была эвакуирована на базу, но после осмотра признана не подлежащей восстановлению).  
28 марта 2020 года было объявлено о решении сформировать для борьбы с терроризмом на территории Мали группу "Такуба", в состав которой вошли военнослужащие 11 стран Европы (Бельгии, Великобритании, Дании, Нидерландов, Норвегии, Португалии, Франции, ФРГ, Чехии, Швеции и Эстонии), находившиеся под общим командованием Франции, а также военнослужащие Нигера и Мали.
25 июня 2021 года в результате взрыва заминированной автомашины в районе деревни Ichagara в окрестностях города Гао были ранены 13 военнослужащих войск ООН (12 военнослужащих ФРГ и один военнослужащий Бельгии).
17 мая 2022 года было объявлено о намерении сократить персонал военной миссии Евросоюза в Мали.
30 июня 2023 года Совет Безопасности ООН единогласно принял резолюцию о завершении миссии ООН в Мали.

## Потери
По официальным данным ООН, за период с начала операции 25 апреля 2013 года до 30 июня 2023 года в ходе операции MINUSMA в Мали погибли 311 миротворцев ООН (и граждан Бельгии среди них не имелось).
Однако следует учитывать, что в это время на территории Мали находились военнослужащие и государственные гражданские служащие Бельгии, не входившие в состав миротворческих сил ООН (персонал EUTM Mali). Также, в столице Мали (городе Бамако) действовало дипломатическое представительство Бельгии.
- известно о гибели в Мали одного гражданского дипломатического работника Бельгии[5]

В перечисленные выше потери не включены потери «контрактников».
- 7 марта 2015 года в городе Бамако боевики открыли огонь по посетителям ресторана "La Terrasse", одним из пяти убитых был гражданин Бельгии[14] - 44-летний отставной подполковник бельгийских парашютно-десантных войск Ronny Piens, работавший в Мали в качестве специалиста по вопросам безопасности[15].

В перечисленные выше потери не включены сведения о финансовых расходах на участие в операции, потерях в технике, вооружении и ином военном имуществе бельгийского контингента в Мали.